# PIK (flygklubb)
Polyteknikkojen ilmailukerho (PIK) är en finländsk flygklubb och konstruktionsgrupp för flygplan vid Aalto-universitetet.
PIK grundades den 26 mars 1931 för att skapa och stödja intresse och kunskap om flyg för elever anslutna till Tekniska högskolan. Sedan starten har över 24 PIK flygplan konstruerats varav åtta bara nådde fram till en papperskonstruktion. 16 konstruktioner har nått prototypstadiet varav några senare har serietillverkats. Största framgången är PIK-20 som i alla varianter har producerats i 409 exemplar.
Som flygklybb flyger man från det finska segelflygcentret i Räyskälä där klubben disponerar ett par segel och motorflygplan. Klubbens byggverksamhet och vinteraktiviteter bedrivs i egna lokaler i Otnäs där även Aalto-universitetet är beläget.
Föreningens första konstruktion PIK-1 konstruerades 1938 av Sergei Forsblom och Paavo Järvenpää. Flygplanet var ett högvärdigt segelflygplan som hade mycket gemensamt med de tyska konstruktionerna Fafnir och Windspiel. Eftersom det Finska vinterkriget bröt ut kom inte flygplanet i produktion, när freden kom och möjligheten att producera flygplanet öppnades var konstruktionen föråldrad.
Det första motorflygplanet PIK-8 konstruerades 1948 av Juhani Heinonen. Flygplanet var lågvingat och kunde med sin luftkylda Continetal C-115 motor prestera en maxfart av 216 km/h. Flygplanet var tvåsitsigt och var tänkt som ett bogserflygplan för segelflyg och grundskolning i flygning.
Man fick sin första internationella framgång med segelflygplanet PIK-16 Vasama som valdes till bästa konstruktion av OSTIV vid VM i segelflyg 1963. Flygplanet konstruerades av Tuomo Tervo, Jorma Jalkanen och Kurt Hedström, efter de regler som gällde för segelflygplans standardklass. Prototypen provflögs av Jorma Jalkanen under sommaren 1961 redan samma år slog han ett antal finska segelflygrekord med flygplanet. En produktionslinje med 52 stycken flygplan tillverkades av K K Lehtovaara i Jämijärvi varav 40 stycken exporterades.
PIK-19 Muhini var klubbens första konstruktion av glasfiberarmerad plast som tillkom tack vare den finske professorn Veikko Linnaluotos uppbyggnad av ett plastlaboratorium vid universitetet. Efter tre års konstruktionsarbete av Jukka Tervamäki, Ilkka Rantasalo och Pekka Tammi flög prototypen med en 180 hästars Lycomingmotor första gången 1972.
Största framgången PIK-20 flög första gången 1973. Flygplanet var ett högvärdigt segelflygplan tillverkat i glasfiberarmerad plast. Grundkonstruktionen ritades av Pekka Tammi och de förbättrades av en grupp vid Otnäslaboratoriet för lätta konstruktioner. Man inledde en serietillverkning av flygplanet i Jämijärvi där totalt 409 exemlar tillverkades när produktionen upphörde 1980 såldes formarna och tillverkningsrätten till det franska företaget Siren SA. Flygplanet deltog i segelflyg VM 1976 där australiensaren Ingo Renner vann guldmedalj i standardklassen, flygplanets goda prestanda visades av att även silver och bronsmedaljörerna flög PIK-20.   